# Бунар
Бунар, кладенац, студенац или зденац представља вертикални хидрогеолошки објекат направљен у тлу чија намена је експлоатација или осматрање подземних вода. За израду бунара користе се методе као што су ископ, бушење или бушење са језгровањем.
У сеоским подручјима јама је изнутра ограђена каменом или опеком, а надземни је део (грло), према локалним градитељским одликама, у облику коцке, призме или ваљка, изведен од гредица, камена, опеке, бетона па и шупљег дебла. Вода се црпи посудом (металном, раније и кожним или дрвеним ведром), овешеним о дрвену куку или причвршћеном на уже. Уже може бити намотано на водоравно положено витло, који се покреће колом; такви су бунари заштићени и надстрешницом. У равничарским крајевима уже је причвршћено на ђерам, дугачку покретну греду, уложену у високи стуб. Бунари су већином на двориштима појединачних домаћинстава, али могу бити и заједнички за заселак или село; тада су и уобичајена места окупљања. Јавни градски и самостански бунари често су богато уметнички обликовани.

## Историја
Бунари обложени дрветом познати су из културе раног неолита Линеарне керамика, на пример у Острову, Чешка, датираном на 5265. пне, Кицховен (удаљено средиште Еркеленца), датирано на 5090. пне, и Ејтра у Шлецу (спољни центар Аспарн ан дер Заја) у Аустрији, датирано на 5200. п. н. е.
Неки од најранијих доказа о воденим бунарима налазе се у Кини. Кинези из неолита открили су и широко користили дубоко бушене подземне воде за пиће. Кинески текст Књига промена, изворно гатачки текст западне династије Џоу (1046—771 пне), садржи запис који описује како су древни Кинези одржавали своје бунаре и штитили изворе воде. Археолошки докази и стари кинески документи откривају да су праисторијски и древни Кинези имали способности и вештине за копање дубоких водених бунара за пијаћу воду пре 6000 до 7000 година. Сматрало се да је бунар ископан на хемедском месту ископавања изграђен током неолитске ере. Бунар су покривала четири реда трупца са квадратним оквиром причвршћеним за њих на врху бунара. Верује се да је 60 додатних бунара са плочицама југозападно од Пекинга изграђено око 600. п. н. е. за пиће и наводњавање.
У Египту су кориштени ђермови и сакије. Сакија је много ефикаснија, јер може да доведе воду са дубине од 10 метара (наспрам 3 метра применом ђерма). Сакија је египатска верзија норије. Неки од најстаријих познатих извора на свету, који се налазе на Кипру, датирају од 9000–10,500 п. н. е. Два бунара из неолитског периода, око 6500. године пре нове ере, откривена су у Израелу. Један је у Атлиту, на северној обали Израела, а други у Језрил донини.

## Подела
Бунар је грађевина за захватање и искориштавање подземних вода. Кадшто може послужити и за контролу нивоа подземне воде. Према начину извођења, бунари могу бити копани, бушени или забијени, с обзиром на положај према водоноснику, потпуни или непотпуни, а према врсти струјања, са слободним водним лицем или под притискомом (такав је случај на примјер код артешкога бунара, када артешка вода под притиском избија на површину).

### Према начину градње
- Копани бунари. Раније су се копањем бунара бавили посебни мајстори бунарџије. Изнад оваквих бунара обично се налази ђерам или сантрач.
- Бушени бунари. По начину бушења: ударном методом, ротационом методом (са директном циркулацијом флуида за бушење или реверзном циркулацијом), и комбинованом методом)
- Утисни бунари.

#### Копани бунар
Копани бунар најчешће је озидана јама ваљкаста облика, а састоји се од ножице, плашта и завршне капе (главе). Претежно се изводи код плићих водоносника, већином у подручју алувијалних наслага. Зидови бунара некада су се зидали од камена или опеке, а у данашње се доба изводе бетонирањем од дна ископа према површини (углавном код плићих водоносника) или спуштањем бетонских цеви или сличних армиранобетонских делова од површине према дну, уз истодобни ископ и вађење ископаног материјала. Унутрашњи пречник таквих бунара обично је неколико метара (најмање 1 метар). Вода у бунару може дотицати кроз отворено дно или кроз отворе остављене у зидовима бунара. Захват воде из бунара може бити једноставан (ведро, дизалица или елеватор, клипне црпке) или сложен (различити типови центрифугалних црпки с електричним погоном). 

#### Бушени бунар
Бушени бунар радио се у прошлости само када је водоносни слој био дубок (углавном дубљи од 50 метара). Међутим, захваљујући развоју технологије бушења и пратеће опреме, данас се бушени бимаро изводе при дубинама од десет до неколико стотина метара, уз пречник бунара од 30 до 100 центиметара. Након бушења бушотина се зацевљује челичним цевима, уз изведбу филтарскога дела с гранулираним засипом и покровним водонепропусним тампоном. Вода из таквог бунара захваћа се подводним електромоторним црпкама. Предности су бушених бунара пред копанима готово неограничена дубина захватања воде, независност од геолошког састава тла, добијање сразмерно већих количина воде уз мању опасност од пресушивања, беспрекорност воде у санитарном погледу због мале могућности спољног загађења, економичност.

#### Забијени бунар
Забијени бунар или абесински бунар рупичаста је цев која је без претходнога бушења утиснута у водоносни слој у рахлом земљишту, а уз помоћ које се сакупља и црпи подземна вода, обично за потребе једнога домаћинства или имања.

### Према типу издани
У зависности од типа издани које користе могу бити: обични, артески (под притиском) и субартески.

## Градња
Један од начина је да се копањем у различитим материјалима земљине површине као што је земља копају усправне округле рупе пречника до 2,5 метра различитих дубина којој се зидови облажу у камен или бетонирају да би се спречило одроњавање околног материјала и уласка загађења кроз порозне зидове. Овај начин израде бунара најчешћи је у подручјима где је тло земљано.
Други начин је да се копањем у различитим материјалима земљине површине копа удубљење ширине до десетак метара неодређене дубине које се надсводи да би се спречило загађење. Код овог типа бунара понекад се зидови не обрађују јер нема потребе због материјала у којем су израђене. Овај тип градње бунара је најучесталији у подручјима где је тло камено или претежно камено.
Трећи начин је да се у непропусном материјалу (камен, иловача) пронађе природно удубљење које се обликује у облик бунара надсвођењем и обрадом рубних делова зидова.
Код градње ваља нагласити да одређени бунари имају „круну” то јест уздигнуће на самом отвору који олакшава извлачење воде из бунара као што су ђерам, витло, пумпе и слични уређаји. Бунари који немају „круну” се називају чатрња у једном подручју Далмације те БИХ.

## Цистерна
Цистерна је грађевина за опскрбу водом (кишницом) домаћинства (кућна) или насеља (јавна). Вода се скупља с кровова или за то посебно изграђене прихватне површине, с које се цевоводом доводи до цистерне укопане у тло. У градитељском смислу састоји се од доводног цевовода, простора за одвајање или сепарацију (уклањање масти, лишћа и слично), простора за филтрацију (прочишћавање воде), те од спремника за чување воде. Из цистерне се вода црпи ручно или црпкама (клипне или моторне). Цистерне се граде од камена, бетона или армираног бетона. Спремник цистерне с унутрашње стране малтерише се водонепропусном малтером. Цистерне се граде у подручјима где не постоје изворишта воде или није изграђена водоопскрба (крш, острва, приобаље, ређе унутрашњост). Традиционалне цистерне покривене су бачвастим сводом или куполом од камена. Надземни део, грло, има облик призме, коцке или ваљка, често је исклесан од једнога комада и украшен. Затвара се дрвеним или жељезним поклопцем. Средњовековне цистерне у градовима и самостанима неретко су биле уметнички обликоване (Трогир, Хвар, Дубровник и други). У 19. веку преузете су и у сељачко градитељство, те се грла цистерне најчешће налазе на тераси кућа.

## Вода
Бунари могу знатно варирати у димензијама (по дубини), издашности и квалитету воде. Подземне воде захваћене бунаром далеко су квалитетније него воде из површинских токова, јер им није потребна прерада као за површинске воде. Обично, када је у питању водоснабдевање становништва, код подземне воде захваћене бушеним бунаром на већим дубинама (које не захватају приповршинске воде) једини третман који се ради је хлорисање.

## Галерија
- Бунар поред Ћоровог водопада
- Бунар испред Ранчићеве куће у Гроцкој
- Бунар
- Стари бунар у Гроцкој
- Бунар у немачком манастиру "Kloster Wald"
- Стари бунар породице Михајловић у Витошевцу
- Бунар у Завидинцу
- Бунар "етно" Доње Крњино
- Бунар у Лозници
- Бунар "етно"
- Бунар у селу Милевци